# Fotocopiadora

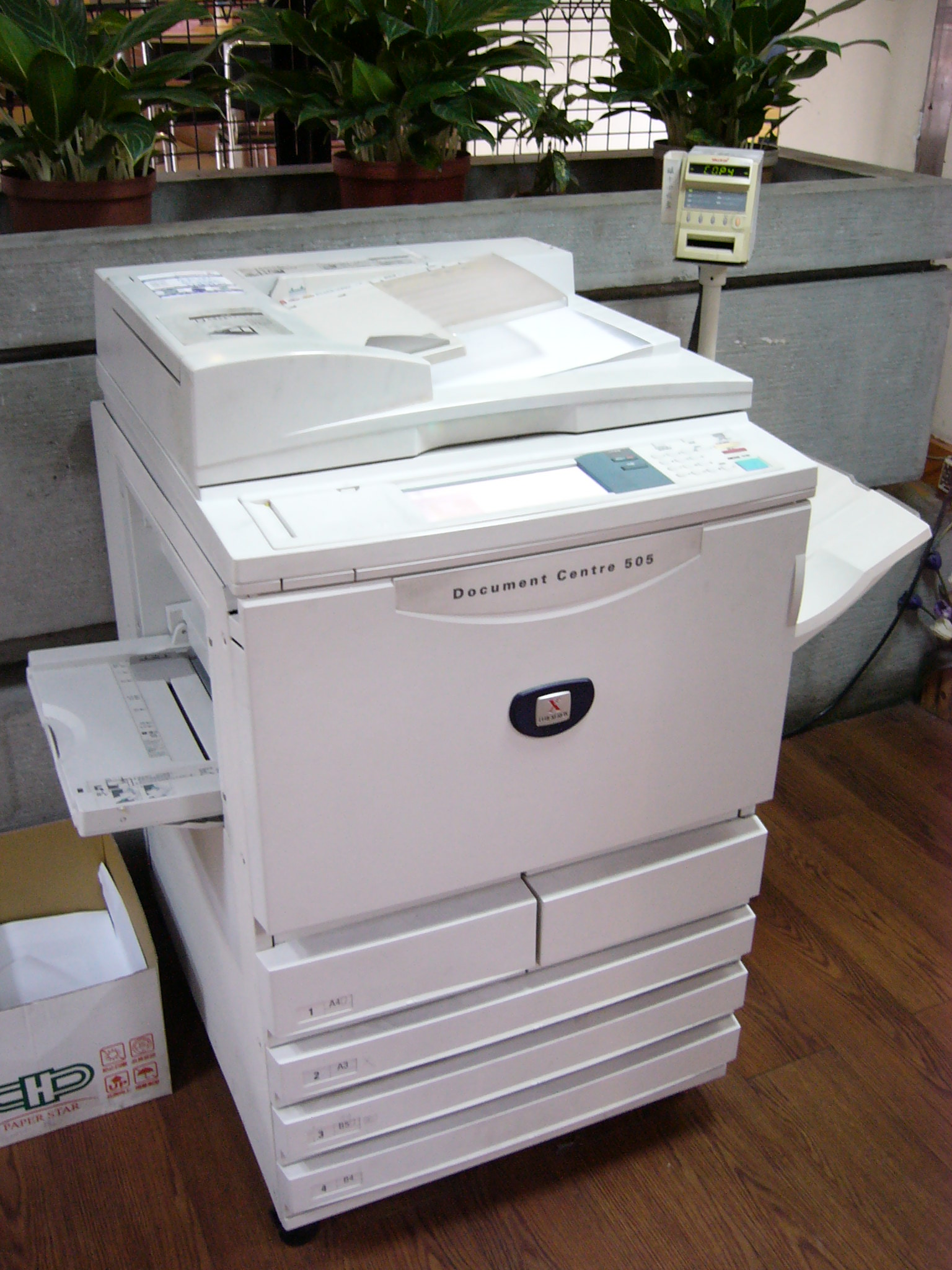
Fotocopiadora Xerox en 2010.

Una fotocopiadora es una máquina que hace copias de documentos y otras imágenes visuales en papel o película plástica de forma rápida y económica. La mayoría de las fotocopiadoras modernas utilizan una tecnología llamada xerografía, un proceso en seco que utiliza cargas electrostáticas en un fotorreceptor sensible a la luz para atraer primero y luego transferir partículas de tóner (un polvo) al papel en forma de imagen. Luego, el tóner se fusiona sobre el papel usando calor, presión o una combinación de ambos. Las fotocopiadoras también pueden utilizar otras tecnologías, como la inyección de tinta, pero la xerografía es estándar para las copias de oficina.
La fotocopiadora xerográfica comercial para oficinas fue introducida por Xerox en 1959 y gradualmente reemplazó a las copias hechas por Verifax, fotostato, papel carbón, mimeógrafos y otras máquinas duplicadoras.
Las fotocopias se utilizan ampliamente en los sectores empresarial, educativo y gubernamental. Si bien ha habido predicciones de que las fotocopiadoras finalmente se volverán obsoletas a medida que los trabajadores de la información aumenten su uso de la creación, el almacenamiento y la distribución de documentos digitales, y dependan menos de la distribución de trozos de papel reales, las fotocopiadoras continúan siendo ampliamente utilizadas. Durante la década de 1980, comenzó una convergencia en algunas máquinas de alta gama hacia lo que se denominó impresora multifunción: un dispositivo que combinaba las funciones de una fotocopiadora, una máquina de fax, un escáner y una impresora conectada a la red de computadoras. Las máquinas de gama baja que pueden copiar e imprimir en color han dominado cada vez más el mercado de las oficinas en el hogar, ya que sus precios cayeron constantemente durante la década de 1990. Las fotocopiadoras a color de alta gama capaces de manejar ciclos de trabajo pesado e impresión de gran formato siguen siendo una opción costosa que se encuentra principalmente en los talleres de impresión y diseño.

## Historia
El concepto básico del funcionamiento de una fotocopiadora fue desarrollado por Georgi Nadjakov en 1937. Georgi descubrió que los materiales no conductores pueden fundirse de forma permanente si se polarizan mediante el uso de un campo eléctrico y se exponen a los rayos de luz (McClellan & Harold, 2006). Chester Carlson, el inventor de las fotocopias, era originalmente un abogado de patentes, además de investigador e inventor a tiempo parcial. Su trabajo en la oficina de patentes de Nueva York le obligaba a realizar un gran número de copias de documentos importantes. Carlson, que padecía artritis, encontraba que este proceso era doloroso y tedioso. Esto le motivó a realizar experimentos con la fotoconductividad. Carlson utilizó su cocina para sus experimentos de "electrofotografía" y, en 1938, solicitó una patente para el proceso. Hizo la primera fotocopia utilizando una placa de zinc cubierta con azufre. Las palabras "10-22-38 Astoria" se escribieron en un portaobjetos de microscopio, que se colocó encima de más azufre y bajo una luz brillante. Una vez retirado el portaobjetos, quedaba una imagen especular de las palabras. Carlson trató de vender su invento a algunas empresas, pero fracasó porque el proceso aún estaba poco desarrollado. En aquella época, las copias múltiples se hacían normalmente en el punto de origen del documento, utilizando papel carbón o máquinas duplicadoras manuales, y la gente no veía la necesidad de una máquina electrónica. Entre 1939 y 1944, Carlson fue rechazado por más de 20 empresas, entre ellas IBM y General Electric, ninguna de las cuales creía que hubiera un mercado significativo para las copiadoras.
En 1944, el Battelle Memorial Institute, una organización sin ánimo de lucro de Columbus, Ohio, contrató a Carlson para perfeccionar su nuevo proceso. Durante los cinco años siguientes, el instituto realizó experimentos para mejorar el proceso de electrofotografía. En 1947, Haloid Corporation (un pequeño fabricante y vendedor de papel fotográfico con sede en Nueva York) se puso en contacto con Battelle para obtener una licencia para desarrollar y comercializar una máquina copiadora basada en esta tecnología.
Haloid consideró que la palabra "electrofotografía" era demasiado complicada y no tenía un buen valor de recuerdo. Tras consultar a un profesor de lenguas clásicas de la Universidad Estatal de Ohio, Haloid y Carlson cambiaron el nombre del proceso por el de "xerografía", que derivaba de palabras del griego que significaban "escritura seca". Haloid llamó a las nuevas máquinas copiadoras "Máquinas Xerox" y, en 1948, la palabra "Xerox" fue marca registrada.  Haloid acabó cambiando su nombre por el de Xerox Corporation. La primera máquina que se fabricó fue la 10-22-38 Astoria.
 En 1949, Xerox Corporation presentó la primera copiadora xerográfica llamada Modelo A. Derrotar al líder informático IBM, Xerox llegó a tener tanto éxito que, en Norteamérica, fotocopiar pasó a conocerse popularmente como "xeroxing". Xerox ha combatido activamente para evitar que "Xerox" se convierta en una marca genérica.  Aunque la palabra "Xerox" ha aparecido en algunos diccionarios como sinónimo de fotocopia, Xerox Corporation suele solicitar que se modifiquen dichas entradas y que la gente no utilice el término "Xerox" de este modo.
A principios de la década de 1950, Radio Corporation of America (RCA) introdujo una variante del proceso denominada Electrofax, por la que las imágenes se formaban directamente en un papel especialmente recubierto y se reproducían con un tóner disperso en un líquido.(Rhodes & Streeter, 1999) Más tarde, en 1955, el primer dispositivo xerográfico automatizado fue producido por Haloid Xerox. El primer dispositivo comercial de fotocopia con botón se fabricó en 1958, la máquina se llamó 914. También en el mismo año se desarrolló el tóner de color, pero las copiadoras a todo color no se comercializaron hasta que 3M las puso a disposición en 1968. El proceso utiliza la sublimación de tinta en lugar de la tecnología electrostática convencional.
Durante la década de 1960 y hasta la de 1980, Savin Corporation desarrolló y vendió una línea de copiadoras de tóner líquido que utilizaba una tecnología basada en patentes de la empresa.
Antes de la adopción generalizada de las copiadoras xerográficas, se utilizaban copias fotodirectas producidas por máquinas como la Verifax de Kodak. Uno de los principales obstáculos asociados a las tecnologías de copia prexerográficas era el elevado coste de los suministros: una impresión de Verifax requería suministros que costaban 0,15 dólares en 1969, mientras que una impresión de Xerox podía hacerse por 0,03 dólares, incluyendo el papel y la mano de obra. Las máquinas fotostáticas que funcionaban con monedas y que todavía se encontraban en algunas bibliotecas públicas a finales de los años 60 hacían copias tamaño carta por 0,25 dólares cada una, en una época en la que el salario mínimo de un trabajador estadounidense era de 1,65 dólares por hora; las máquinas Xerox que las sustituyeron solían costar 0,10 dólares.
Los fabricantes de copiadoras xerográficas aprovecharon el alto valor percibido de los años 60 y principios de los 70 y comercializaron papel "especialmente diseñado" para la producción xerográfica. A finales de la década de 1970, los fabricantes de papel hicieron de la "capacidad de ejecución" xerográfica uno de los requisitos para la mayoría de sus marcas de papel de oficina.

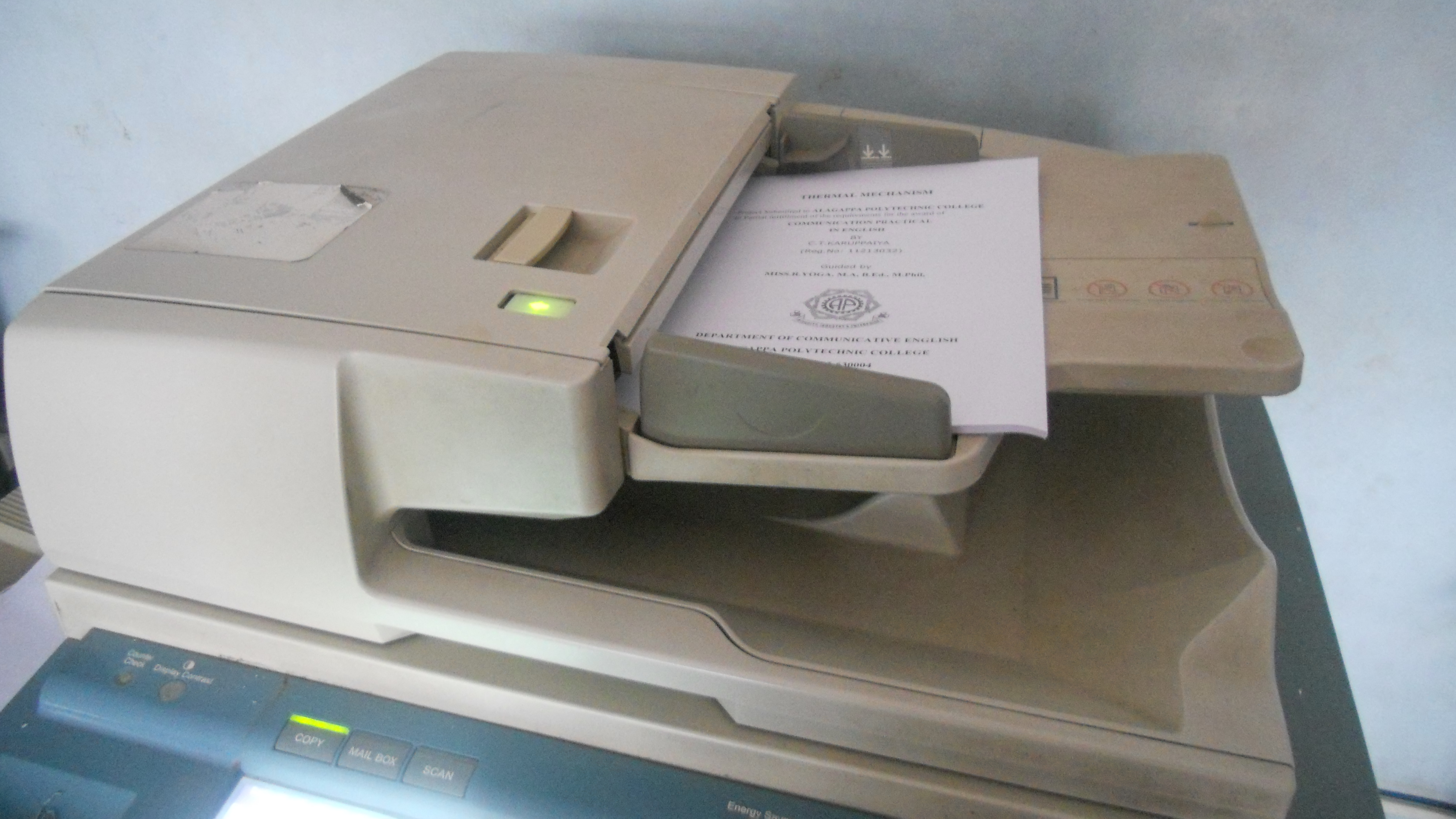
DADF o alimentador automático de documentos a dos caras - Canon IR6000

Algunos dispositivos vendidos como fotocopiadoras han sustituido el proceso basado en el tambor por la tecnología de inyección de tinta o de película de transferencia.
Entre las principales ventajas de las fotocopiadoras con respecto a las tecnologías de copiado anteriores se encuentran su capacidad:
- utilizar papel de oficina normal (sin tratar);
- implementar la impresión dúplex (o a dos caras);
- escanear varias páginas automáticamente con un ADF; y,
- finalmente,  clasificar y/o grapar la salida.

### Fotocopiadoras en color
El tóner de color empezó a estar disponible en la década de 1950, aunque las fotocopiadoras a todo color no estuvieron disponibles comercialmente hasta que 3M lanzó la fotocopiadora Color-in-Color en 1968, que utilizaba un proceso de sublimación de tinta en lugar de la tecnología electrostática convencional. La primera copiadora electrostática en color fue lanzada por Xerox (la 6500) en 1973. La fotocopia en color preocupa a los gobiernos, ya que facilita la falsificación de billetes y otros documentos: para más información, véase la sección Falsificación.

### Tecnología digital
Existe una tendencia creciente a que las nuevas fotocopiadoras implementen la tecnología de digital, sustituyendo así a la antigua tecnología de analógica. Con la copia digital, la copiadora consiste efectivamente en un escáner integrado con una impresora láser.  Este diseño tiene varias ventajas, como la mejora automática de la calidad de la imagen y la capacidad de "construir trabajos" (es decir, escanear imágenes de páginas independientemente del proceso de impresión). La tecnología de las fotocopiadoras ha permitido la producción de varios papeles similares de forma eficaz en poco tiempo, a diferencia de lo que ocurría en el pasado, cuando se utilizaba el papel carbón para reproducir las copias. Algunas fotocopiadoras digitales pueden funcionar como escáneres de alta velocidad; estos modelos suelen ofrecer la posibilidad de enviar documentos por correo electrónico o ponerlos a disposición en servidores de archivos.
Una de las principales ventajas de la tecnología de las copiadoras digitales es la "compaginación digital automática". Por ejemplo, al copiar un conjunto de 20 páginas 20 veces, una copiadora digital escanea cada página una sola vez, y luego utiliza la información almacenada para producir 20 conjuntos. En una copiadora analógica, o bien se escanea cada página 20 veces (un total de 400 escaneos), haciendo un juego a la vez, o bien se utilizan 20 bandejas de salida distintas para los 20 juegos.
Las copiadoras de gama baja también utilizan tecnología digital, pero suelen consistir en un escáner de PC estándar acoplado a una impresora de inyección de tinta o láser de gama baja, ambas mucho más lentas que sus homólogas en las copiadoras de gama alta. Sin embargo, los escáneres e impresoras de tinta de gama baja pueden proporcionar copias en color a un precio de compra inicial más bajo, pero con un coste por copia mucho mayor.  Los escáneres-impresoras digitales combinados a veces tienen máquinas de fax incorporadas y se conocen como impresoras multifunción.
El desarrollo de las fotocopiadoras ha dado lugar al desarrollo de la tecnología de inyección de tinta o de película de transferencia. El mérito de las fotocopiadoras con respecto a las tecnologías de copia del pasado es que utilizan papel de oficina normal; implementan la impresión a dos caras y clasifican y grapan la salida. Las consecuencias negativas para el desarrollo de esta tecnología son: la copia en color facilita la falsificación de monedas. Algunos países incorporan ahora tecnologías antifalsificación en sus monedas para hacer más complejo el uso de fotocopiadoras en color para la falsificación. Las fotocopiadoras utilizan luz ultravioleta, y la exposición a ella tiene algunas consecuencias para la salud. Las fotocopiadoras que utilizan luz ultravioleta, como las fluorescentes, las halógenas de tungsteno y otras, exponen el papel que se copia a la luz ultravioleta; se han expresado preocupaciones al respecto en relación con el uso del selenio y las emisiones de ozono y los humos que salen del tóner calentado.

## Resolución (DPI, puntos por pulgada)
Para poder medir la calidad de la impresión de una fotocopiadora, se usa una unidad de medida llamada DPI. Significa puntos por pulgada y, por lo tanto, indica cuántos puntos por pulgada se consiguen incorporar en el papel. El DPI puede decir algo sobre la nitidez de la impresión y cuanto mayor sea el DPI, mejor será la calidad. Respecto al DPI, hay tres niveles estándar: 600 DPI, que se usa comúnmente para la impresión diaria; 1200 DPI, que se usa con mayor frecuencia en empresas que necesitan una calidad ligeramente superior; y 2400 DPI, que lo utilizan principalmente personas que necesitan la mejor calidad como, por ejemplo, diseñadores gráficos.

## Principio de funcionamiento

Principios de funcionamiento de las fotocopiadoras.

Proceso de operación de xerografía con tecnología electrostática:
1. Carga: un cable de alto voltaje llena la superficie del tambor de fotocopiadora cilíndrico con cargas electrostáticas negativas, lo que se denomina cable de corona o rodillo de carga. El tambor de fotocopia está recubierto con un material fotoconductor (como el selenio). Cuando se expone a la luz, el fotoconductor se convierte en un cuerpo conductor.
2. Exposición: La lámpara de exposición ilumina el original, reflejando el área blanca del original en la superficie del tambor de fotocopia. Esta área se ilumina (el área blanca del original) y se vuelve conductora, por lo que la carga se descarga por el suelo y no está iluminado (el original El área negra) todavía tiene carga negativa y, como resultado, hay una imagen latente en la superficie del tambor de fotocopiadora.
3. Revelado: El tóner tiene carga positiva, cuando se aplica al rodillo para revelado, es atraído y adherido a la carga negativa (área negra), al igual que el papel adherido a un globo para jugar con electricidad estática.
4. Transferencia: Debido a la mayor carga negativa que un tambor de fotocopias, la imagen de tóner producida en la superficie del tambor de fotocopias se transfiere al papel.
5. Fijación: El tóner se derrite y se pega en el documento mediante el rodillo de alta temperatura y alta presión.
6. Limpieza: Utilice una cuchilla limpiadora para quitar el tóner del tambor de fotocopiadora.

En este ejemplo, el tambor de fotocopiadora y el papel están cargados negativamente y el tóner está cargado positivamente. Por el contrario, algunas fotocopiadoras tienen un tambor y papel de fotocopiado con carga positiva y un tóner con carga negativa.

## Falsificación
Para contrarrestar el riesgo de que las personas utilicen fotocopiadoras a color para crear copias falsificadas de papel moneda, algunos países han incorporado tecnologías contra la falsificación en su moneda. Estos incluyen marcas de agua, microimpresión, hologramas, pequeñas tiras de seguridad hechas de plástico (u otro material) y tinta que parece cambiar de color cuando se mira la moneda en ángulo. Algunas fotocopiadoras contienen software especial que les puede impedir la copia de moneda que tenga un patrón especial.
La copia en color también genera preocupación con respecto a la copia y/o falsificación de otros documentos, como licencias de conducir y títulos y expedientes académicos universitarios. Algunas licencias de conducir tienen hologramas incrustados para que la policía pueda detectar una copia falsa. Algunos expedientes académicos de universidades y colegios tienen marcas de agua especiales anticopia en el fondo. Si se realiza una copia, las marcas de agua se volverán muy visibles, lo que permitirá al destinatario determinar que tiene una copia en lugar de una transcripción original genuina.

## Identificación forense
De manera similar a la identificación forense de máquinas de escribir, las impresoras y fotocopiadoras pueden rastrearse por imperfecciones en su producción. Las tolerancias mecánicas de los mecanismos de alimentación de papel y tóner provocan bandas, que pueden revelar información sobre las propiedades mecánicas de cada dispositivo. A menudo es posible identificar el fabricante y la marca y, en algunos casos, la impresora individual puede identificarse entre un conjunto de impresoras conocidas comparando sus resultados.
Algunas impresoras y fotocopiadoras en color de alta calidad incorporan esteganográficamente su código de identificación en las páginas impresas, como patrones finos y casi invisibles de puntos amarillos. Algunas fuentes identifican a Xerox y Canon como empresas que hacen esto. La Electronic Frontier Foundation (EFF) ha investigado este problema y documentado cómo el número de serie de la impresora Xerox DocuColor, así como la fecha y hora de la impresión, están codificados en un patrón de puntos repetido de 8×15 en el canal amarillo. La EFF ha trabajado para realizar ingeniería inversa en impresoras adicionales. La EFF también informa que el gobierno de EE. UU. ha pedido a estas empresas que implementen un plan de seguimiento de este tipo para poder rastrear las falsificaciones. La EFF ha presentado una solicitud según la Ley de Libertad de Información de EE.UU para investigar las implicaciones de este seguimiento para la privacidad.